# جام بزرگی
جام بزرگی، روستایی است از توابع بخش مرکزی شهرستان کازرون در استان فارس ایران که درهفت کیلومتری شمال شهرستان کازرون در مسیر کازرون به قائمیه واقع شده است.

## جمعیت
بر اساس آخرین سرشماری مرکز آمار ایران که در سال ۱۳۸۵ صورت گرفته، جمعیت این روستا در حدود ۱۰۰۰نفر بوده‌است.